# Lagunillas, Michoacán
Lagunillas là một đô thị thuộc bang Michoacán, México. Năm 2005, dân số của đô thị này là 4828 người.